# 앨런 윌리엄스
앨런 리처드 윌리엄스(Allan Richard Williams, 1930년 3월 17일 – 2016년 12월 30일)는 사업가이자 기획자다. 그는 비틀즈의 첫 매니저이자 출연 계약 담당자로 일한 것으로 유명하다. 그는 1960년 비틀즈를 개인 밴에 태우고 독일의 함부르크에 데려갔다. 함부르크에서의 경험으로, 그들은 후에 세계적인 무대에 진출하는데 필수적인 쇼 비즈니스 경험을 쌓게 되었다.

## 어린 시절
윌리엄스는 지역 협의회 건축 감찰관인 리처드 에드워드 윌리엄스와, 웨일즈어 시인이자 개척자인 오웬 윌리엄스를 조상으로 두고 있는 애니 체탐 사이의 아들로 태어났다. 어머니는 아주 어렸을 때 돌아가셨고, 아버지는 마일 트위그와 재혼하여 리더랜드에 살게 되었다. 그는 이후 이복 여동생인 올웬(1937년 출생)과 이복 남동생 그래험(1938년 출생)을 두게 되었다.
십대 중반에 맨섬에서 조 로스와 함께 노래하기 위해 집을 나섰다. 나중에 그는 도일리 카트 오페라 컴퍼니에서 노래를 불렀고, 심지어 스페인에서 가서 블랙풀 록을 부르려고 했다.

## 리버풀 음악계와 비틀즈의 함부르크 시기

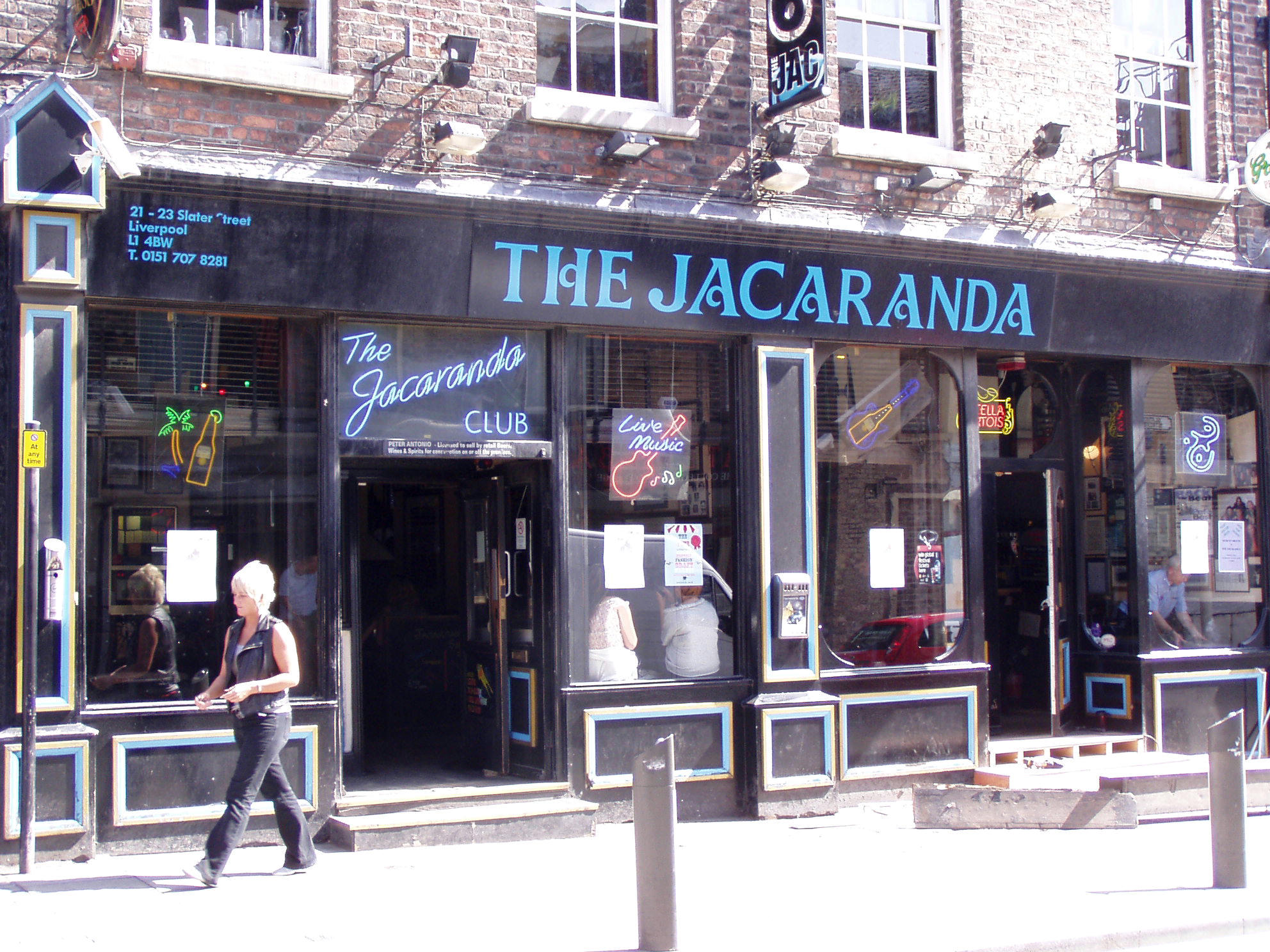
윌리엄스가 개업한 자카란다

1958년, 윌리엄스는 리버풀의 슬레이터 스트리트 21번지에 있던 시계 수리점을 임대하여 커피점으로 바꿨다. 그는 이를 꽃 이름을 따서 자카란다(Jacaranda)라고 명명했다. 잭(Jac)은 1958년에 개업했다. 비틀즈는 빈번히 찾아오는 고객이었다. 존 레논과 스튜어트 섯클리프는 인근의 리버풀 예술대학에 다니고 있었고, 폴 매카트니는 리버풀 인스티튜트에 다니고 있었다.
그들이 클럽에서 연주할 기회를 줄 것인지 묻자, 윌리엄은 대신 꾸미는 일을 시켰고, 레논과 섯클리프는 여성용 방에 그림을 그려넣었다. 결국 비틀즈는 잭에서 공연을 펼칠 기회를 얻었다. 1960년 5월과 8월 사이에 윌리엄스는 비틀즈를 위해 다른 장소에서의 수많은 공연을 잡아주었다. 한번은 재니스라는 이름의 스트리퍼의 코러스를 넣는 역할을 맡았는데, 비틀즈는 그녀의 "집시 불 춤"(Gypsy Fire Dance)에 맞는 노래를 몰랐기 때문에 대신 헤이 라임의 주제가를 연주했다.
윌리엄스는 1980년 다큐멘터리 〈The Compleat Beatles〉에서 함부르크 시절의 비틀즈에 대해 다음과 같이 이야기했다. 그는 함부르크에 이미 다녀온 적이 있었던 선배 호위 케이시를 안심시켜야 했다. 그는 앨런에게 이렇게 경고했다. "들어봐, 함부르크에 오면 좋은 일들이 많아, 하지만 저 비틀즈라는 건달 무리를 보낸다면 우리 모두를 엉망으로 만들 거야." 윌리엄스는 오디션을 통해 뽑힌 드럼 연주자 피트 베스트를 이렇게 회고했다. "독창적이지 않지만, 나름 괜찮았다." 1960년 8월 베스트가 비틀즈에 영입된 후, 윌리엄스는 자그마한 밴에 비틀즈를 태워 함부르크에 데려갔다.
함부르크 이후 1961년까지 공연을 주선했으나, 10%의 수수료를 두고 다투면서 사이가 틀어졌다. 특히 자신이 아끼던 섯클리프가 돈을 지불하지 않자 크게 실망했다. 1962년에 브라이언 엡스타인이 밴드의 매니저가 되었고, 그는 윌리엄스와 접촉하여 남은 계약 관계가 없는지 확인했다. 그는 엡스타인에게 "그들과 엮이는 건 피하세요, 당신을 실망시킬 겁니다."라고 말했다.

## 비틀즈 이후
몇년 뒤, 비틀즈와 윌리엄스는 서로 다성한 말을 건냈다. 매카트니는 《비틀즈 앤솔로지》에서 윌리엄스가 '훌륭한 사람'이었다고 말했다. 1970년대, 윌리엄스는 리버풀에서 처음 개최된 비틀즈 축제를 제작하는데 중요한 역할을 했으며, 매년 개최되는 비틀 위크 축제(Beatle Week Festivals)에서 VIP 손님이었다. 1975년에 그는 레논이 지지를 표한 회고록 《The Beatles Gave The Beatles The Man》을 출판했다.
1999년 저예산 영화 《All Those Years ago》은 쇼트 메이커 프로덕션이 공개했다. 이 영화는 앨런 자신이 비틀즈의 매니저를 맡은 시절의 기억을 기반으로 제작되었다. 처음에는 영화에 호의적이으나, 두 번째 저서 《A Fool on the Hill》에서 윌리엄스는 영화 제작자를 기만하다고 했으며, 영화는 "완전히 쓰레기"라고 말했다. 이 영화는 아일랜드의 극작가 로낸 윌모트가 뮤지컬로도 제작하여 2002년 더블린의 뉴 극장에서 공연되었다.
윌리엄스는 2016년 12월 30일 향년 86세의 나이에 사망했다.